# Rauf Inileev
Rauf Talgatovich Inileev (8 settembre 1950) è un allenatore di calcio ed ex calciatore uzbeko, fino al 1991 sovietico, di ruolo difensore, tecnico dell'Obod.

## Carriera

### Giocatore
Ha giocato al Yangiyer, al So'g'diyona e allo Start Tashkent.

### Allenatore
Ha cominciato la propria carriera allenando il So'g'diyona. Nel 1990 ha allenato il Buxoro, per poi allenare nuovamente il So'g'diyona. Nel 1993 diventa allenatore del Paxtakor-2. Mantiene l'incarico fino al 1996. Nel 1997 viene richiamato sulla panchina del Paxtakor-2. Nel 1999 allena il So'g'diyona. Nel gennaio 2007 viene nominato commissario tecnico della Nazionale uzbeka. Guida la squadra alla Coppa d'Asia 2007. Rimane in carica fino al 18 settembre 2008. Nel gennaio 2009 diventa allenatore del Buxoro. Il 22 marzo 2010 viene ingaggiato dal So'g'diyona. Il 21 gennaio 2014 firma un contratto con il Maktaaral, squadra del Kazakistan. Nel 2016 viene ingaggiato dall'Obod.